# Perols Gudmund Olsson
Perols Gudmund Olsson, född 19 december 1890 i Rättvik, Dalarna, död 19 maj 1981 i Rättvik, var en svensk spelman och kompositör.

## Biografi
Född i Gärdebyn, en pittoresk by i den södra delen av Rättviks socken, var han son till Perols Olof Olsson (född 1842) och Anna Ersdotter (född 1848). Familjen bestod av barnen Olof, Erik, Anders, Anna, Britta, Lars och Gudmund. 
Redan vid åtta års ålder började Olsson spela fiol på ett instrument han lånat, i en tid då “fioler fanns överallt”. Han inspirerades nära av sin bror Nis Olof Olsson (1870-1956), som var tjugo år äldre. En annan betydelsefull mentor för honom var släktingen och grannen Pers Gudmund Hansson (1839-1909), en berömd spelman mer känd som Tång Gudmund eller Tåberg.
Olsson komponerade den berömda “Dal Jerks gånglåt” och introducerade “Gärdeby gånglåt” (även känd som Gärdebylåten) till Gärdebyn. Hans arbete gav en viktig inblick i det äldre Rättviksspelet, vilket bevarades genom hans inspelningar och nedteckningar.